# Mike Brown
Michael Burton Brown (Columbus, 5 de Março de 1970) é um treinador profissional de basquetebol norte-americano. Atualmente, está treinando o New York Knicks.
Se tornou conhecido ao conduzir por 5 anos a equipe do Cleveland Cavaliers, com a qual foi vice-campeão da NBA em 2007 e, ganhou o prêmio de Técnico do Ano em 2009 após os Cavs terem o melhor desempenho da temporada com 66 vitórias e 16 derrotas. Antes de assumir os Cavs, foi assistente de Gar Heard e Darrell Walker no Washington Wizards (1997-99), de Gregg Popovich no San Antonio Spurs (2000–2003, sendo campeão em 2003) e de Rick Carlisle no Indiana Pacers (2003-5). Em 09 de novembro de 2012, depois de um mau início de temporada, com apenas uma vitória em cinco jogos, Mike Brown acabou demitido do Los Angeles Lakers.

## Estatísticas

### Como treinador
| Time       | Ano      | J   | V   | D   | %    | Colocação         | PJ | PV | PD | %    | Resultado                         |
| ---------- | -------- | --- | --- | --- | ---- | ----------------- | -- | -- | -- | ---- | --------------------------------- |
| Cleveland  | 2005-06  | 82  | 50  | 32  | .610 | 2º na D. Central  | 13 | 7  | 6  | .538 | Derrota nas Semifinais de Conf.   |
| Cleveland  | 2006-07  | 82  | 50  | 32  | .610 | 2º na D. Central  | 20 | 12 | 8  | .600 | Derrota nas Finais da NBA         |
| Cleveland  | 2007-08  | 82  | 45  | 37  | .549 | 2º na D. Central  | 13 | 7  | 6  | .538 | Derrota nas Semifinais de Conf.   |
| Cleveland  | 2008-09  | 82  | 66  | 16  | .805 | 1º na D. Central  | 14 | 10 | 4  | .714 | Derrota nas Finais de Conferência |
| Cleveland  | 2009-10  | 82  | 61  | 21  | .744 | 1º na D. Central  | 11 | 6  | 5  | .545 | Derrota nas Semifinais de Conf.   |
| LA Lakers  | 2011-12  | 66  | 41  | 25  | .621 | 1º na D. Pacífico | 12 | 5  | 7  | .417 | Derrota nas Semifinais de Conf.   |
| LA Lakers  | 2012-13  | 5   | 1   | 4   | .200 | Demitido          |    |    |    |      |                                   |
| Cleveland  | 2013-14  | 82  | 33  | 49  | .402 | 3º na D. Central  |    |    |    |      | Não classificou-se aos playoffs   |
| Sacramento | 2022-23  | 82  | 48  | 34  | .585 | 1º na D. Pacífico |    |    |    |      |                                   |
| Carreira   | Carreira | 645 | 395 | 250 | .612 |                   | 83 | 47 | 36 | .566 |                                   |

## Prêmios e homenagens

### Treinador
- NBA:
  - 2x NBA Coach of the Year: 2009 e 2023
  - Treinador do All-Star Game: 2009

### Assistente técnico
- NBA:
  - 4x Campeão da NBA: 2003, 2017, 2018 e 2022